# Lethes indignus
Lethes indignus är en skalbaggsart som beskrevs av Fernando de Zayas 1975. Lethes indignus ingår i släktet Lethes och familjen långhorningar.
Artens utbredningsområde är Kuba. Inga underarter finns listade i Catalogue of Life.